# Cephena costata
Cephena costata är en fjärilsart som beskrevs av Moore 1882. Cephena costata ingår i släktet Cephena och familjen nattflyn. Inga underarter finns listade i Catalogue of Life.